# 楊一清

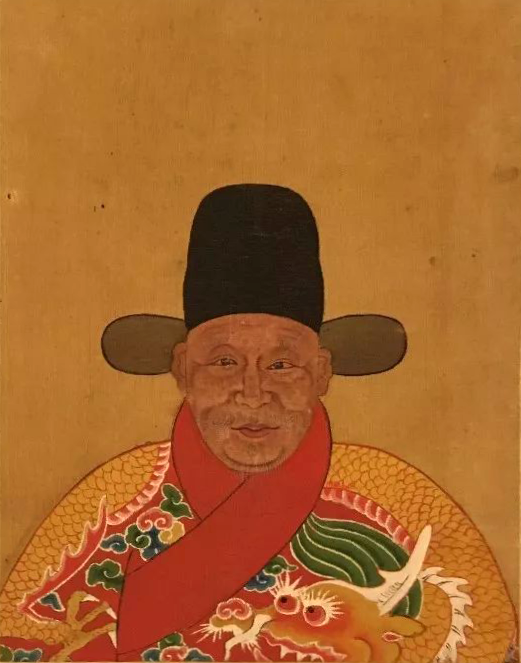
楊一清

楊 一清（よう いっせい、1454年 - 1530年）は、明の政治家・詩人。字は応寧。雲南府安寧州の人。

## 経歴
成化8年（1472年）の進士。陝西馬政の整理など、辺境防衛に尽力し、都察院右都御史に進んだ。一時致仕したものの、間もなく招聘され、安化王の乱の平定など、主に陝西方面の軍務を担当して、辺事の第一人者と称された。
後に吏部尚書・華蓋殿大学士に任じられて後に内閣首輔に昇進するが、功績はあったとは言え内閣首輔に昇るためには一定の昇進経路があり、それに属していない楊一清の抜擢は異例であった。しかし、大礼の議（大礼の議当時は致仕しており、政争に巻き込まれなかった）の後始末を行う過程で嘉靖帝の意に反し、また政治的な意見対立から張璁に近いとされた桂萼や郭勛を失脚させた。そのため、張璁と激しく対立した上に、霍韜によって楊一清が先年没した宦官の張永の遺族から賄賂を受けていたことを告発されたために辞任に追い込まれて憤死した。